# Goupi Mains Rouges (film, 1943)
Pour l’article homonyme, voir Goupi-Mains rouges.
 (novembre 2024).
Pour plus de détails, voir Fiche technique et Distribution.
Goupi Mains Rouges est un film français réalisé par Jacques Becker, sorti en 1943.

## Synopsis
Les Goupi sont une famille charentaise de paysans rusés autant que bornés dont chacun est identifié par un surnom. Goupi Mes sous, ainsi nommé pour son avarice, fait revenir de Paris son fils qu'il n'a pas vu depuis plus de vingt ans et qu'il croit propriétaire d'un magasin, d'où son surnom de Goupi Monsieur. Goupi Mes sous a le projet de le marier à sa jolie cousine, Goupi Muguet, dont Goupi Tonkin est amoureux en secret. Le soir de son arrivée, Goupi l'Empereur, 106 ans, a une attaque qui le laisse pour mort sur le sol. 
Goupi Tonkin, un marginal tête brûlée, ancien des troupes coloniales, trouvant l'Empereur inconscient, s'empare de la poignée de billets qu'il avait dans la main. Survient alors Goupi Tisane, une mégère cruelle, qui aperçoit Goupi Tonkin sortant de la maison. Elle le poursuit dans les bois et tombe sur Jean, jeune paysan un peu demeuré qu'elle frappe. Les Goupi trouveront le lendemain le corps de Tisane, tuée d'un coup au front.
Se refusant à mêler les gendarmes à leurs affaires, le clan fait passer la mort de Goupi Tisane pour un accident mais soupçonne Goupi Monsieur, arrivé la nuit même. Pire que de l'assassinat, il est suspecté d'avoir volé un mystérieux trésor familial que personne n'a jamais vu. Pour tenter d'obtenir des aveux son père l'enferme à l'écurie. 
La situation se complique lorsque les gendarmes interviennent et que l'Empereur revient à la vie. Tonkin désespéré par les refus de Muguet et de sa famille, sombre pour de bon dans la folie... Qui a tué Tisane et où se trouve le magot de l'Empereur ? Deux questions auxquelles apportera réponse Goupi Mains rouges, le solitaire de la famille, partagé entre rancœur et attachement.

## Fiche technique
- Titre : Goupi Mains Rouges
- Réalisation : Jacques Becker, assisté de Marc Maurette
- Adaptation et dialogues :  Pierre Véry d'après son roman Goupi-Mains rouges (éditions Gallimard, 1937)
- Décors : Pierre Marquet
- Photographie : Jean Bourgoin, Pierre Montazel
- Son : Robert Ivonnet
- Montage : Marguerite Renoir
- Musique : Jean Alfaro
- Affiche : Jean-Adrien Mercier
- Direction de production : Charles Méré et Jean Mugeli
- Société de production : Minerva
- Tournage : du 10 octobre au 17 décembre 1942 dans les studios Éclair, pour les extérieurs dans la ferme de Tournesou, située sur la commune de Magnac-Lavalette-Villars près d'Angoulême et dans la région parisienne
- Société de distribution : Les Films Minerva
- Pays de production :  France
- Format : noir et blanc — 35 mm
- Genre : drame
- Durée : 104 minutes
- Date de sortie : 
  - France : 14 avril 1943

## Distribution
- Fernand Ledoux : Léopold Goupi dit "Mains rouges"
- Georges Rollin : Eugène Goupi dit "Monsieur"
- Blanchette Brunoy : "Muguet"
- Robert Le Vigan : "Tonkin"
- Maurice Schutz : "L'Empereur", le patriarche
- René Génin : "Dicton", fils de "L'Empereur" et père de "Muguet"
- Guy Favières : "La Loi", fils de "L'Empereur", père de "Mes sous" et "Tisane"
- Arthur Devère : Marcellin Goupi dit "Mes sous", père de "Monsieur"
- Marcelle Hainia : "Cancan", soeur de "Mains rouges" et seconde épouse de "Mes sous"
- Germaine Kerjean : "Tisane"
- Line Noro : Marie, la servante des Goupi
- Albert Rémy : Jean, le fils de Marie
- Marcel Pérès : le gendarme Eusèbe
- Louis Seigner : monsieur l'instituteur
- Pierre Labry : Minain
- Maurice Marceau (non crédité) : un porteur à la gare

## Commentaires
- Le dénouement du film et celui du roman sont différents. En 1943, sous l'occupation allemande, il était impossible de tourner dans un camp militaire, là où se situe une partie de l'action du roman. En adaptant son roman, Pierre Véry dut changer d'assassin.[réf. souhaitée]
- Dans le roman Goupi-Mains rouges, Pierre Véry utilise indifféremment « Goupi-Mains rouges », ou « Mains Rouges » pour nommer son personnage. Jacques Becker et Pierre Véry ont choisi « Goupi Mains Rouges » pour titre du film.
- Goupi-Monsieur, n'ayant pas d'habits noirs, porte le deuil avec un brassard noir au bras gauche.
- L'histoire est reprise en 1993 par Claude Goretta dans le téléfilm Goupi mains rouges, avec Maurice Barrier.
- Le film sera très populaire, et eut un succès formidable, dès sa sortie, surtout dans la France occupée du monde rural.[réf. souhaitée]